# Томас Геґстедт
Томас Геґстедт (швед. Thomas Högstedt; нар. 21 вересня 1963) — колишній шведський тенісист.
Найвищу одиночну позицію світового рейтингу — 38 місце досяг 19 Sep 1983 року.
Здобув 1 одиночний титул.
Найвищим досягненням на турнірах Великого шолома було 2 коло в одиночному розряді.

## Фінали Гран-прі за кар'єру

### Одиночний розряд: 1 (1–0)
| Результат | В-П | Дата     | Турнір          | Покриття | Суперник   | Рахунок  |
| --------- | --- | -------- | --------------- | -------- | ---------- | -------- |
| Перемога  | 1–0 | Лис 1983 | Феррара, Італія | Килим    | Балч Волтс | 6–4, 6–4 |

## Титули на челленджерах

### Одиночний розряд: (1)
| Ранг | Рік  | Турнір           | Покриття | Суперник      | Рахунок  |
| ---- | ---- | ---------------- | -------- | ------------- | -------- |
| 1.   | 1986 | Салоніки, Греція | Тверде   | Алекс Антоніч | 6–2, 6–2 |